# تصوير ضوئي

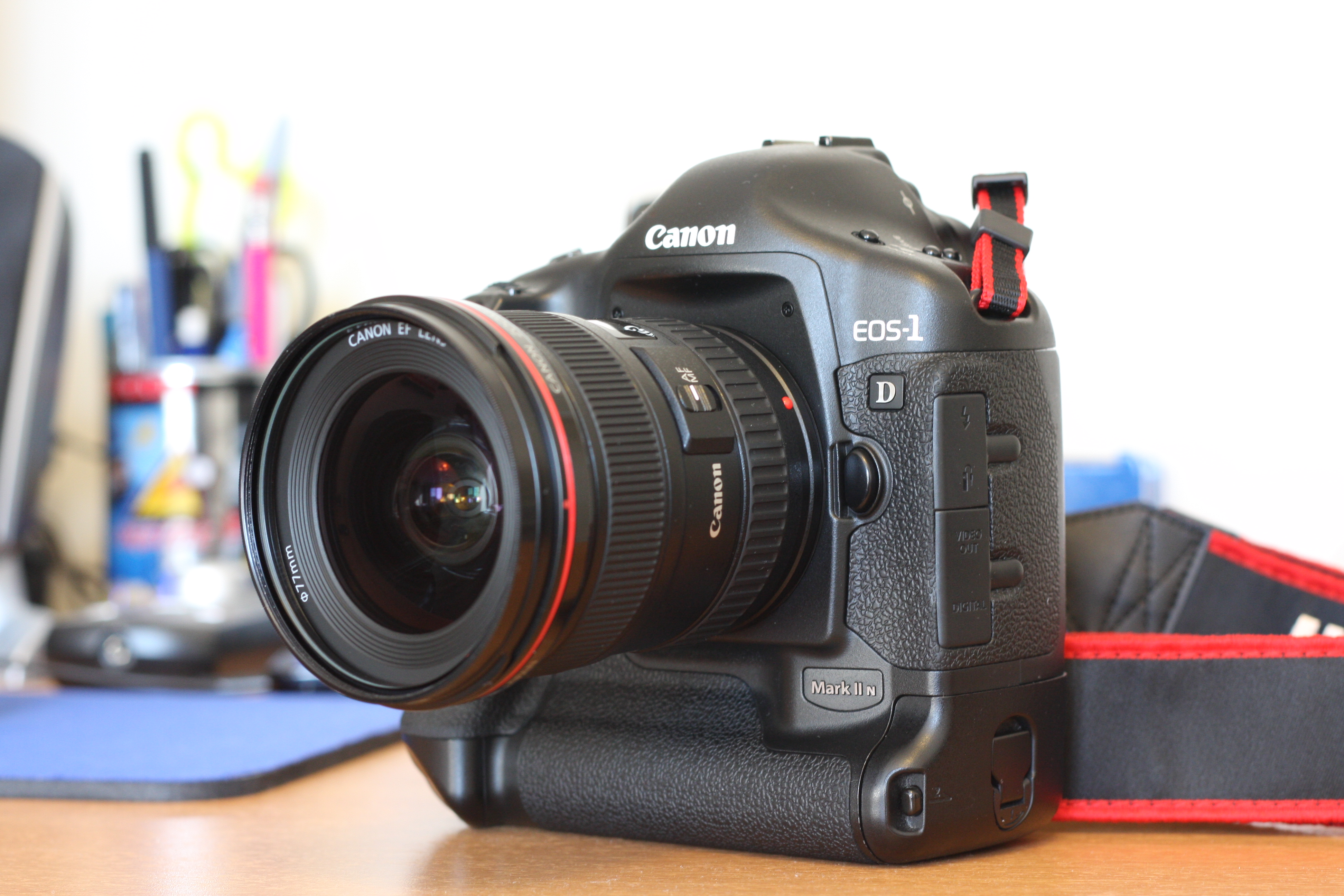
آلة التصوير الرقمية هي الأداة المثلى للتصوير الآن

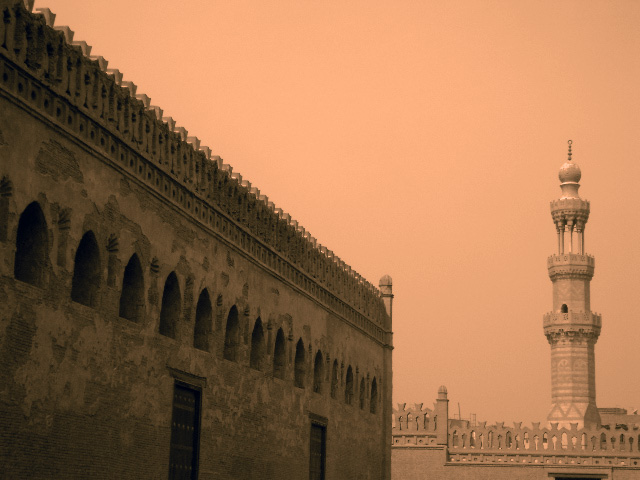
القاهرة الفاطمية - صورة التقطت باستعمال مرشح ألوان

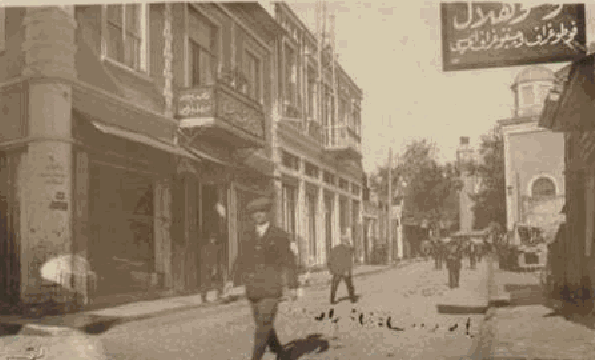
صورة قديمة فيها لافتة بالتركية العثمانية على «بنكلار جادة سي» في مدينة صامسون مكتوب عليها كلمة «فوطوغراف»

التصوير الضوئي أو التصوير الشمسي (بالإنجليزية: Photography، وهي مشتقة من اليونانية، وتعني الرسم أو التخطيط بالضوء)، مرادف لفن الرسم القديم فمن خلال العدسة يقوم المصور بإعادة إسقاط المشهد أمامه على وسط يمكن من خلاله إعادة تمثيل المشهد فيما بعد.
والتصوير الضوئي هو عملية إنتاج صور ومناظر بواسطة تأثيرات ضوئية؛ فالأشعة المنعكسة من المنظر تكوِّن خيالاً داخل مادة حسّاسة للضوء، ثم تُعالَج هذه المادة بعد ذلك، فينتج عنها صورة تمثل المنظر. ويسمى التصوير الضوئي أيضًا التصوير المنظوري الضوئي.
تكنولوجيا تقنية شريط التظهير أو الفيلم تتشكل من عمليات معملية كيماوية معقدة. عندما يتعرض الفيلم للضوء فتترد جزيئات شريط التظهير الفيلم ويخلق هذا التردد المستحلب. في هذه الدرجة المستحلب الرقيق وإذا تعرض الفيلم للضوء سيتلف المستحلب. وبعد ذلك يغوص المستظهر أو الفيلم في كيماويات منظورية أو فوتوغرافية وهي خطيرة جداً لأنها تؤدي إلى ضرر في العيون والجلد.
تقنية أو تكنولوجيا شريط التظهير أو الفيلم المستظهر جزء واحد من التصوير المنظوري الضوئي ولكن فن تصوير المناظر أو التصوير الضوئي هو كيف يشاهد فنان المناظر الفتوغرافي العالم. يهدف بعض المصورين إلى نشر وجهات نظرهم من خلال تصميم مناظر صورهم.

## التحكم في الكاميرا والتعريض الضوئي

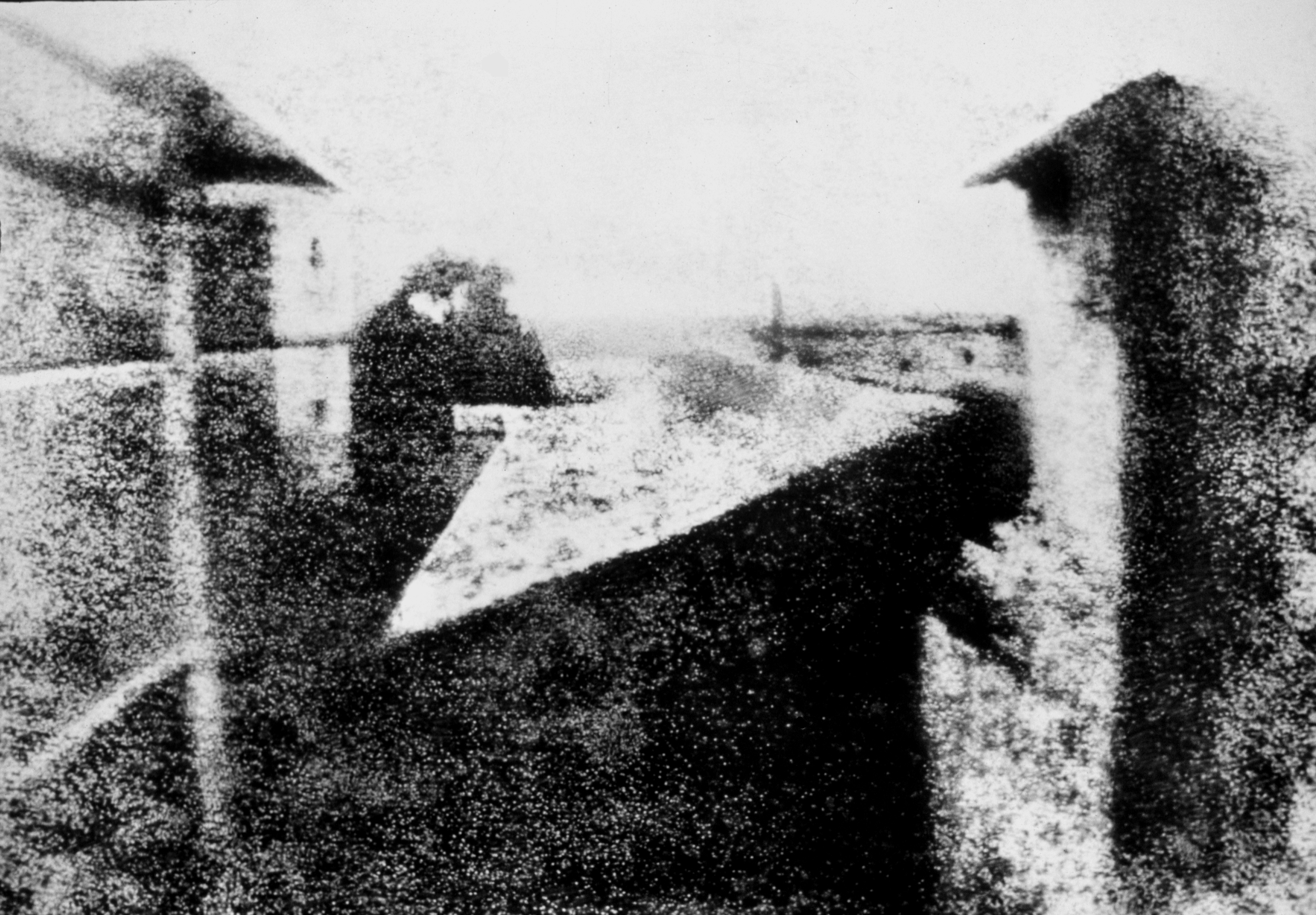
أول صورة فوتوغرافية التقطها "جوزيف نيبسي" عام 1826 من نافذة حجرة عمله ، فرنسا ،لو جراس.

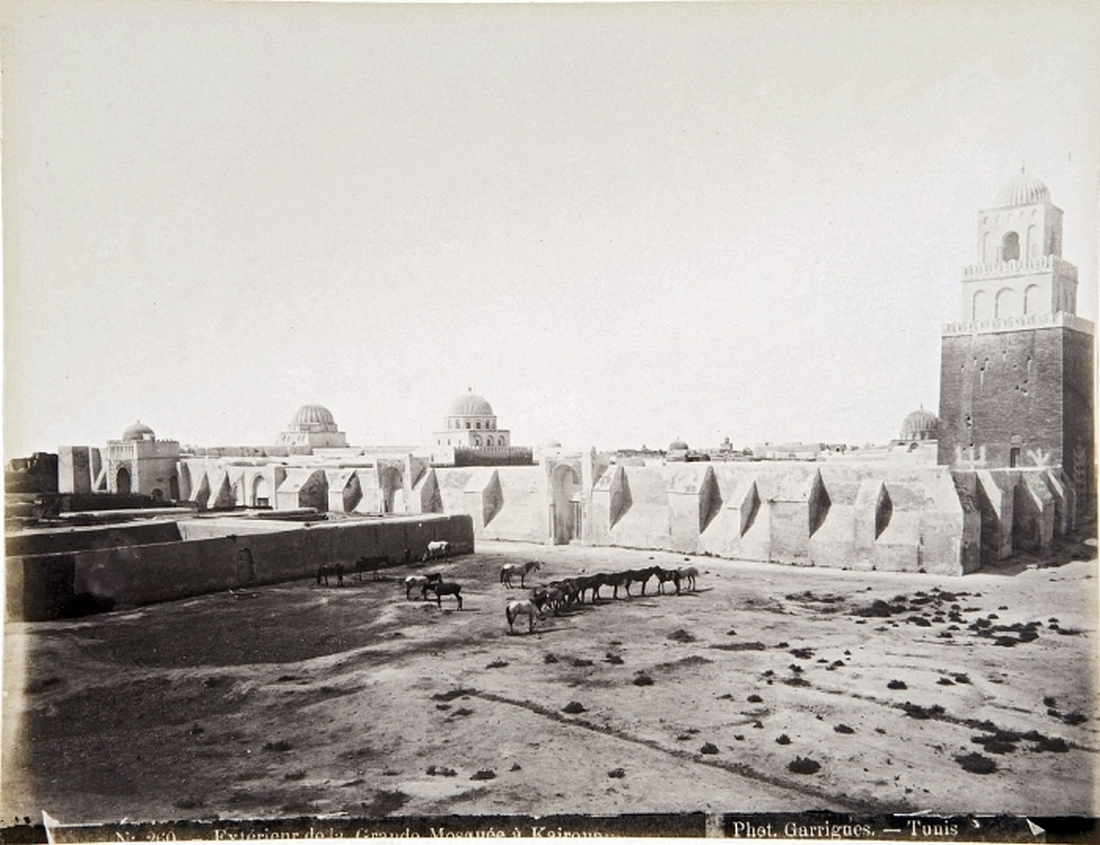
جامع القيروان بتونس 1880.

يُتحكم في كمية الضوء التي تصل إلى الفيلم أو حساس الكاميرا (بالإنجليزية: Sensor) عن طريق فتحة العدسة ومدة التعريض (سرعة الغالق) والبعد البؤري للعدسة وأيضا حساسية المستشعر أو الحساس للضوء (بالإنجليزية: ISO) بمعنى أن أي تغيير في هذه العناصر يغير ما يسمى إجمالاً التعريض بالصورة الضوئية بخلاف مدة التعريض المقصود بها سرعة الغالق.

## بعض أنواع الكاميرات
الكاميرات بشكل عام تقسم إلى كاميرات EOS وهي الكاميرات التي لا تحتوي على معالج إلكتروني للضوء بل يكون فتحة العدسة وسرعة الغالق وحساسية الفلم للضوء هي المقياس. بعض تلك الكاميرات تعمل بأفلام سالبة (بالإنجليزية: Negative) (تنقلب فيها الألوان من الأسود إلى الأبيض والعكس، أو في الأفلام الملونة تنقلب فيها الألوان الأحمر إلى الأخضر وهكذا، ويلزم لاستخراج الصورة الواقعية إعادة تصوير الفيلم في المعمل فتنتج الصورة الواقعية وتسمى الصورة الموجبة Positive)، كما ابتكرت خلال السبعينيات من القرن الماضي أفلاما تنتج الصورة الواقعية بألوانها الحقيقية في عملية تصوير واحدة. وهنالك الكاميرا الرقمية وهي التي تحتوي على قارئ آلي للضوء أو الحساس، وتنتج منه صورة واقعية موجبة في الحال. وهنالك كاميرات ال DSLR وهي الكاميرات ذات العدسات الأحادية العاكسة، وهي أكثر احترافية من غيرها.

## أنواع العدسات
هناك ثلاث أنواع أساسية من العدسات هي كالتالي:
1. المعيارية أو القياسية (بالإنجليزية: Prime or Standard): هذه العدسة ثابتة البعد البؤري تأتي ببعد واحد ثابت لايمكن تغييره وغالباً ماتكون ذات مواصفات عالية وغالية الثمن وكلما زادت جودتها زادت الحدة هناك أمثلة منها عدسات 50 ملليمترا تعطي زاوية رؤية تتراوح ما بين 45 و 55 درجة وهي تقريبا نفس زاوية رؤية العين البشرية، هذه العدسة تستخدم على نطاق واسع كعدسة عامة خصوصا وأن ثمنها يعتبر مناسب نسبيا اعتمادا على نسبة فتحة العدسة التي تأتي بها.
2. الزاوية العريضة: (بالإنجليزية: Wide-angle): هي أي عدسة يقل طولها البؤري عن 50 ملليمترا تعتبر عدسة ذات زاوية عريضة، هذه الخيارات قد تكون مربكة جدا ولكن كل ما عليك أن تعرفه أنه كلما قل البعد البؤري زادت زاوية الرؤية في العدسة (مثال عدسة الـ 10 مللميتر تعطي زاوية رؤية أكبر من عدسة 14 ملليمتر). هذا النوع من العدسات عادة ما يتسبب في تحريف الصورة والذي يتمثل في تشويه الأطراف والأبعاد، لذلك استخداماتها محدودة جدا، حيث تستتخدم للتصوير في الأماكن الضيقة من قبل المصورين الصحفيين كما أنها تعتبر العدسة المفضلة لمصوري الطبيعية (Landscape) وذلك نظرا لمدى اتساع زاوية الرؤية وهو ما يؤمن التقاط أكبر قدر من تفاصيل المنظر المراد تصويره. يدخل من ضمن هذا النوع من العدسات عدسة عين السمكة (بالإنجليزية: Fish Eyes) والتي تتيح أوسع مدى للرؤية (180 درجة) وهي بالضبط نفس الزاوية التي ترى بها الأسماك لذلك سميت على اسمها.
3. العدسات المقربة (بالإنجليزية: Telephoto): هذا النوع من العدسات هو عكس الأنواع السابقة، فأي عدسة يزيد بعدها البؤري عن 50 ملليمتر تعتبر عدسة مقربة، حيث لها القدرة على جلب الموضوع إلى قلب الصورة مباشرة، فالأجسام التي تبدو بالعين المجردة على بعد أميال سوف تتبدو على بعد أمتار قليلة فقط أمام المصور لدى التقاطها بعدسة تصوير من بعد. لذلك هذه العدسات هي المفضلة لدى مصوري الرياضة نظرا لقدرتها على احتواء الحركة والتقاطها. إلا أن استخدام هذا النوع من العدسات لا يقتصر على التصوير الرياضي، فالزاوية الضيقة والتكبير الإضافي يسمحان للمصور بتقصير المسافة بينه وبين الكادر أو نقطة الاهتمام في الصورة، كما تتيح له التقاط جزء أصغر من المشهد يود المصور إظهار تفاصيلها بشكل أكبر

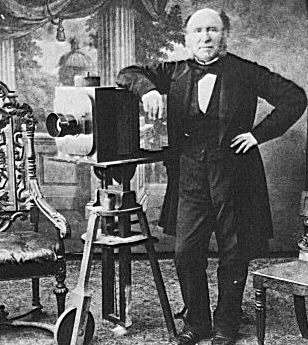
مصوراتي في الاستديو 1850.

## فتحة العدسة

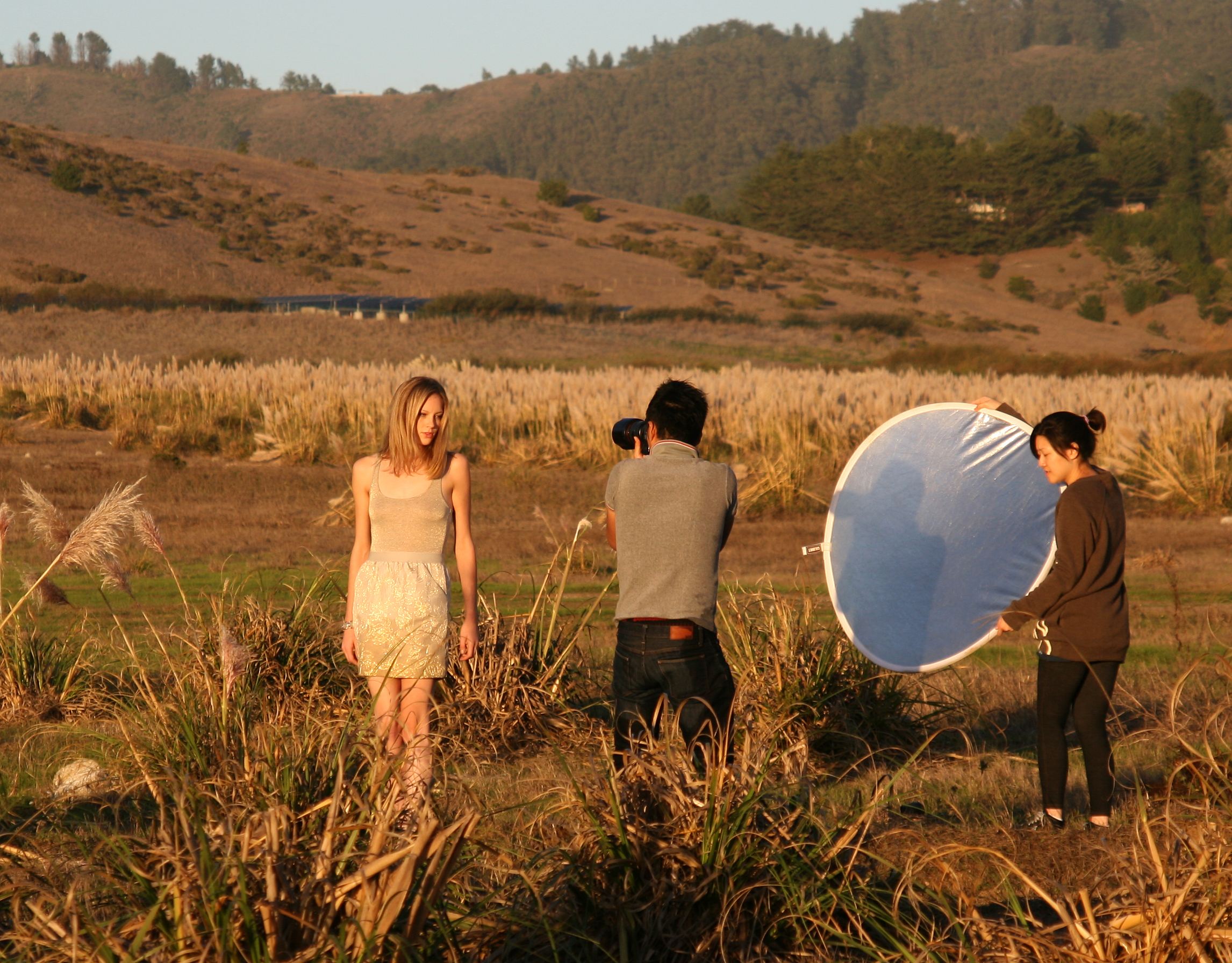
التصوير الملون.

فتحة العدسة أو الحدقة (بالإنجليزية: Aperture) وهي فتحة داخل عدسة الكاميرا يمكن التحكم بها بتضييقها أو فتحها للحصول على كمية الضوء المناسبة أو ما يسمى بالتعريض المناسب فكلما كانت العدسة مفتوحة أو واسعة كلما كانت كمية الضوء الداخلة أكثر والعكس الصحيح. وللحصول على التعريض المناسب يجب الموازنة بين مقدار فتحة العدسة وسرعة الغالق.
عندما تكون فتحة العدسة واسعة فأن كمية العزل أو تمويه الخلفية تزيد لذا تعتبر العدسات ذات الفتحة الواسعة أفضل العدسات للتصوير الشخصي وعندما تكون العدسة ضيقة تنقص نسبة العزل للخلفية.
يرمز لفتحة العدسة داخل الكاميرات بالرمز F ثم رقم يليه رقم والذي يدل على نسبة فتحة العدسة بعلاقة عكسية أي كلما زاد الرقم ضاقت فتحة العدسة على سبيل المثال في حال تكون الفتحة F1.4 فإن فتحة العدسة واسعة جداً وكمية الضوء الداخلة إلى المستشعر كبيرة جداً بينما فتحة العدسة F22 تكون ضيقة جداً وكمية الضوء كذلك قليلة جداً.

## سرعة الغالق
سرعة الغالق (بالإنجليزية: Shutter speed) هو الوقت الذي ياخذه غالق الكاميرا ليظل مفتوح حتى تصل كمية من الضوء إلى حساس الصورة (سينسور) أو فيلم الكاميرا ومن ثم يظهر تأثيرها في الصورة، وهذا الوقت يحدد بالثانية أو جزء من الثانية.

### السرعات السريعة
مثل 1/1000 أو 1/2000 لتثبيت الحركة وتجميد الأشياء المتحركة، ولكن تحتاج هذه السرعات إلى وجود مصدر إضاءة جيد أو استخدام ISO عالي مثل 400 أو ما شابه في حالات الإضاءة غير الجيدة (مثل التصوير الرياضي أو تصوير الطيور، الخ).

### السرعات البطيئة
مثل 1 ثانية أو أكثر تستخدم في ظروف الإضاءة البسيطة أو لإظهار حركة الأشياء، ولكن في هذه الحالة يكون من الصعب بل من المستحيل أن تمسك الكاميرا بثبات وأنت تستخدم هذه السرعات البطيئة وبالتالي تكون النتيجة صورة مهزوزة ونتيجة غير مرضية، لذلك يجب استعمال حامل ثلاثي أو على الأقل وضع الكاميرا علي شيء ثابت. وتستخدم السرعات البطيئة في العديد من مواضيع التصوير المختلفة وعلى الأخص في التصوير الليلي. وتختلف السرعات المطلوبة على حسب الاستخدام مثل (التصوير الليلي، تصوير الطبيعة وقت الغروب، تطويق الحركة، الخ).
سرعة الغالق لها علاقة وثيقة بفتحة العدسة والISO وكل مصور يستخدم الخليط المناسب من سرعة الغالق وفتحة العدسة والISO المناسب للحصول على الصورة المطلوبة والتعريض المناسب على حسب موضوع التصوير، ويكتسب تلك المهارة بالممارسة والخبرة.

### فائدة سرعة الغالق
التحكم بالمدة التي تفصل بين وقت فتح الغالق (shutter) ووقت إغلاقه فيصبح للصورة تأثير أكبر وأفضل فكلما كانت سرعة الغالق (Shutter Speed) عالية كان بالإمكان التقاط صورة ثابتة وواضحة لأجسام متحرك بسرعات عالية.
المصور يستطيع أن يوثق لحظة من الزمن، وهذه اللحظة ممكن أن تكون قصيرة جداً أو سريعة جداً، مثل تصوير ماء يتدفق بسرعة أو قطرات أو تصوير صقر وهو يهاجم فريسته، وهذا النوع من الصور يحتاج إلى سرعات عالية للغالق.

## أنواع الكاميرات الاحترافية
تقسم الكاميرات من حيث الجودة إلى كاميرات احترافية وغير احترافية، الكاميرات الاحترافية تشمل كاميرات DSLR ، بعض الكاميرات عديمة المرآة (mirrorless)، أما غير الاحترافية فتشمل الكاميرات المدمجة والكاميرات شبه الاحترافية؛ شركتا كانون ونيكون تعتبران أكبر مصنع للكاميرات الرقمية تليها شركة سوني وفوجي فيلم.

## أنواع التصوير
تتعدد تصنيفات التصوير وتتنوع حسب موضوع الصورة (كتصوير الطبيعة أو تصوير الأشخاص) أو حسب توقيت التقاط الصورة (كالتصوير الليلي).
كما تتعدد بحسب موضع التقاط الصورة (كالتصوير الجوي والتصوير تحت الماء) أو حسب التقنية المستخدمة في التصوير (كتصوير الماكرو والتصوير التلسكوبي).
وتتعدد كذلك بحسب سرعة التقاط الصورة (كالتصوير البطيئ وتصوير الحركة وتجميدها) أو حسب الغرض من التصوير (كالتصوير الصحفي لتوثيق الأحداث والتصوير الإعلاني لترويج المنتجات والخدمات).
كما قد تتعدد بحسب الشكل الفني للصورة (كتصوير البانوراما وتصوير الظلال والسولويت والتصوير التجريدي).

### تصوير الطبيعة
وفيه تُلتقط صور جمالية للطبيعة وما فيها من سماء وشمس وقمر وسحب، وجبال وبحار وأنهار وأشجار وأزهار، ويعد وقت الشروق ووقت الغروب هما أفضل الأوقات لإلهام المصورين وإبداعاتهم.

### حياة المُدن
وهذا النوع يعني بتصوير حياة الناس وأساليب معيشتهم وعاداتهم، وما فيها من مظاهر في الشوارع وفي المدارس وفي أعمالهم ومهنهم.

### تصوير الحياة البرية
وهو نوع يركز على عالم الحيوانات والطيور والزواحف والحشرات، والحياة البرية بشكل عام.
وهذا النوع يتطلب مهارات خاصة للمصورين، منها أن يكون على دراية بالمكان والكائنات التي يتم تصويرها وخطورتها، وتوفير الأدوات المناسبة لاقتناص اللحظات المناسبة والمطلوبة.

### تصوير الأشخاص (البورتريه)
ويهتم هذا النوع بتصوير الأشخاص، من أطفال وشباب وشيوخ، وتصوير الوجوه وتعبيراتها.

### التَّصوير تحت الماء
وهو النوع المعني بالتصوير تحت الماء ويستخدم لتصوير الكائنات البحرية والأعشاب المائية أسفل البحار والمحيطات، ويتطلب كاميرات من نوع خاص لحمايتها من الماء.

### التصوير الليلي
وهذا النوع من التصوير يركز على التصوير في أوقات الليل، ويتطلب إعدادات خاصة في الكاميراً.
والوقت المثالي للتصوير هو بعد غروب الشمس بدقائق، وقبل بزوغ الشمس.
وغالباً ما لا يتم استخدام ضوء الفلاش في التصوير، كما يتطلب هذا التصوير في أغلبه توفر حامل لتثبيت الكاميرا لمنع الاهتزاز.

### تصوير الماكرو
وهذا النوع يتطلب عدسات خاصة لديها القدرة على تكبير الصورة بقيم متضاعفة لحجمها الأصلي لإظهار التفاصيل.
وأيضا في العصر الحديث أصبحت بعض الهواتف الذكية مزودة بعدسة الماكرو للتصوير القريب.
ويستخدم هذا النوع لتصوير تفاصيل الكائنات الصغيرة، وكذلك تلك التي لا ترى بالعين المجردة.

### التصوير التجريدي
هذا النوع من التصوير يقوم المصور بالتقاط صور بطريقة تثير التساؤلات في ذهن المُتلقي، وتفتح المجال للعقل أن يتخيل ويحاول تفسير الصورة.

### التَّصوير الصَّحفيُّ
هو التصوير الذي يهدف لتوثيق الأحداث، وتوفير مادة مصورة للنشر مع المادة الصحفية.
وتركز بشكل كبير على تصوير الحدث أثناء وقوعه، والتقاط الصور التي تحكي القصة الصحفية، وتلك التي تجيب قدر المستطاع على الأسئلة الصحفية الستة المشهورة.
والأسئلة الستة هي:
ماذا حدث؟، متي؟ أين؟ من أطراف الحدث، كيف حدث، ولماذا؟

### التصوير الرياضي
التصوير الرياضي هو أحد أشكال التصوير الصحفي، حيث يركز على توثيق الحدث ونشره، لكن التصوير الرياضي تم تصنيفه كنوع مستقل لأنه يتطلب اقتناص لقطة سريعة الحركة.
وتتطلب كاميراً مع توفر أدوات التقريب أو التكبير زووم، وضبط إعدادات الكاميرا على تجميد الحركة والتقاط الصور المتعددة للاختيار من بينها.

### التصوير الإعلاني
هو النوع المتخصص في تصوير الإعلانات التجارية للمنتجات والخدمات، وغالبا ما يُصوَّر المنتج داخل استوديو وتحت إضاءات وخلفيات مخصصة.

### التصوير الجوي
هو النوع الذي يعتمد على التقاط الصورة من مكان مرتفع جداً كالتصوير عن طريق الطائرة التقليدية، أو طائرة يتم التحكم فيها بالريموت كنترول.
والصور فيها عادة ما تكون واسعة ومكونة من مساحات كبيرة جغرافية.

### التصوير المعماري
هو تصوير يهتم بالتقاط الملامح الجمالية في المباني والآثار المعمارية، وإظهار جوانب الإبداع في التصميم، من داخل وخارج المبنى.

### البانوراما
هي صورة عرضية ذات مساحة واسعة تضم الزوايا المتعددة للمكان موضوع اللقطة.
وفي هذا النوع من التصوير تُدور الكاميرا لالتقاط المكان من جوانبه المختلفة حول الكاميرا، ثم تخرج صورة واحدة تجمع جوانب المكان.
وعادة ما يتم ذلك تلقائياً داخل أنواع معينة من الكاميرات، كما يمكن تركيبها يدوياً باستخدام برامج تحرير الصور.

### تصوير الظلال (السلويت)
وفيه يتم تصوير الأجسام في هيئة ظل أسود دون إظهار ملامحها، مع ظهور الخلفية ملونة وواضحة بشكلها الطبيعي.
وهذا التصوير يتطلب وجود مصدر ضوء خلف الجسم المراد تصويره فيظهر في شكل ظل أو سلويت عند التقاط الكاميرا للصورة.

### تصوير الرسم بالإضاءة
فن الرسم بالإضاءة Light Painting هو أحد أشكال تصوير الحركة وفيه يتم إطالة مدة التقاط الصورة لبضع ثواني أو دقائق، ويستخدم فيها فيها كشاف أو أكثر لرسم الحركة بالإضاءة.

### تصوير الرسم بالظلال
هو نوع جديد إبداعي للرسم بتكوين الظلال، أبدعتها فنانة يابانية تسمى “كومي ياماشيتا” باستخدام مجسمات وأوراق.

### التصوير بالمدى الديناميكي إتش دي آر (HDR)
التصوير بالمدى الديناميكي العالي High Dynamic Range Imaging أو المعروفة بالحروف المختصرة إتش دي آر (HDR)
هي تقنيات تقوم بدمج مجموعة من الصور التي تعرضت لضوء بشكل مختلف عن بعضها، وتظهر نتيجة الصورة النهائية بكشل مميز ومختلف عن التصوير الرقمي المعتاد.

## أنواع التصوير الضوئي

### الهواة
مصور الهواة هو واحد الذي يمارس التصوير الضوئي كهواية/العاطفة وليس بالضرورة للربح. نوعية بعض أعمال الهواة مماثلة لتلك التي من العديد من المهنيين، ويمكن أن تكون متخصصة للغاية أو انتقائي في اختيار المواضيع. التصوير الضوئي الهواة غالبا ما تكون بارزة في المواضيع الضوئية التي لديها احتمال ضئيل للاستخدام التجاري أو مكافأة. نما تصوير الهواة خلال أواخر القرن التاسع عشر بسبب تعميم الكاميرا المحمولة باليد. في الوقت الحاضر وقد انتشر على نطاق واسع من خلال وسائل الاعلام الاجتماعية ويتم بها في جميع أنحاء منصات ومعدات مختلفة، والتحول إلى استخدام الهاتف الخليوي. ويمكن الآن التقاط صور جيدة مع الهاتف الخليوي الذي هو أداة رئيسية لجعل التصوير الضوئي أكثر سهولة للجميع.

### تجاري
ربما يُعرف التصوير التجاري أفضل على أنه أي تصوير فوتوغرافي الذي يدفع للمصور للصور بدلا من الأعمال الفنية. في ضوء ذلك، يمكن دفع المال لموضوع الصورة أو الصورة نفسها. الجملة، والتجزئة، واستخدامات مهنية للتصوير الضوئي تندرج تحت هذا التعريف. يمكن أن يشمل عالم التصوير التجاري:
- التصوير الإعلاني: صور فوتوغرافية تُقدم لتوضيح وعادة ما تبيع خدمة أو منتج. هذه الصور، مثل packshots، تتم عادة مع وكالة الإعلان، شركة تصميم أو مع فريق تصميم الشركة في المنزل.
- الموضة والتصوير الضوئي بريق عادة ما يتضمن نماذج وهو شكل من أشكال التصوير الإعلاني. أزياء التصوير الضوئي، مثل العمل واردة في هاربر بازار،ويؤكد الملابس وغيرها من المنتجات؛ بريق يؤكد على النموذج وشكل الجسم. بريق التصوير الشعبي في مجال الإعلان والمجلات الرجالية. نماذج في التصوير الضوئي بريق تعمل في بعض الأحيان عارية.
- يعرض 360 صورة فوتوغرافية للمنتج سلسلة من الصور لإعطاء الانطباع عن كائن دوار. تستخدم هذه التقنية عادة من قبل مواقع التجارة الإلكترونية لمساعدة المتسوقين على تصور المنتجات.
- يركز تصوير الحفل على التقاط صور صريحة لكل من الفنان أو الفرقة وكذلك الغلاف الجوي (بما في ذلك الحشد). العديد من هؤلاء المصورين يعملون لحسابهم الخاص ويتم التعاقد معهم من خلال فنان أو إدارتهم لتغطية عرض معين. وغالبا ما تستخدم صور الحفل للترويج للفنان أو الفرقة بالإضافة إلى مكان.
- يتكون تصوير مسرح الجريمة من تصوير مشاهد الجريمة مثل السرقات وجرائم القتل. قد يتم استخدام كاميرا بالأبيض والأسود أو كاميرا الأشعة تحت الحمراء لالتقاط تفاصيل محددة.
- لا يزال تصوير الحياة يصور عادة موضوع الجماد، وعادة ما تكون أشياء شائعة والتي قد تكون إما طبيعية أو من صنع الإنسان. لا تزال الحياة هي فئة أوسع للأغذية وبعض التصوير الطبيعي ويمكن استخدامها لأغراض الدعاية.
- تركز الصور الضوئية العقارية على إنتاج صور فوتوغرافية تعرض عقارًا للبيع، وتتطلب هذه الصور استخدام عدسة واسعة ومعرفة واسعة في التصوير الضوئي عالي الديناميكي.مثال على صورة طعام من صنع الاستوديو.
- يمكن استخدام التصوير الغذائي للتصوير التحريري أو التعبئة والتغليف أو الإعلان عن الاستخدام. تصوير الطعام يشبه التصوير الضوئي لا يزال الحياة ولكن يتطلب بعض المهارات الخاصة.
- يمكن اعتبار التصوير الصحفي مجموعة فرعية من التصوير التحريري. يتم قبول الصور الضوئية التي يتم التقاطها في هذا السياق كمستندات لقصة إخبارية.
- المصور هو شكل من أشكال التصوير الصحفي الذي يلتقط المصور صورا صريحة للرياضيين والمشاهير والسياسيين وغيرهم من الشخصيات البارزة.
- صورة والتصوير الضوئي الزفاف: صور فوتوغرافية مصنوعة وتباع مباشرة للمستخدم النهائي للصور.
- تصوير المناظر الطبيعية يصور المواقع.
- تصوير الحياة البرية يدل على حياة الحيوانات.

### فن
الكلاسيكية ألفريد Stieglitz الصورة، والتوجيه يظهر جمالية فريدة من نوعها من الصور بالأبيض والأسود.
خلال القرن العشرين، أصبح كل من التصوير الضوئي لفن رفيع والتصوير الوثائقي مقبولين من قبل عالم الفن الناطق باللغة الإنجليزية ونظام المعرض. في الولايات المتحدة، وقضى عدد قليل من المصورين، بما في ذلك ألفريد Stieglitz، إدوارد Steichen، جون Szarkowski، F. هولندا اليوم، وإدوارد ويستون، حياتهم الدعوة للتصوير الضوئي كفن رفيع. في البداية، حاول مصورو الفن التشكيلي تقليد أنماط الرسم. وتسمى هذه الحركة Pictorialism، وغالبا ما تستخدم التركيز لينة لم حالمة، نظرة 'رومانسية' . في رد فعل على ذلك، ويستون، أنسل ادامز، وغيرها من مجموعة f/64 الدعوة إلى 'التصوير مباشرة' ، والصورة الضوئية كشيء (تركيزا حادا) في حد ذاته وليس تقليدا لشيء آخر.
جماليات التصوير الضوئي هي مسألة لا تزال تناقش بانتظام، وخاصة في الأوساط الفنية. جادل العديد من الفنانين بأن التصوير الضوئي هو الاستنساخ الميكانيكي للصورة. إذا كان التصوير الضوئي فنًا أصيلًا، فإن التصوير الضوئي في سياق الفن سيحتاج إلى إعادة تعريف، مثل تحديد مكون الصورة يجعلها جميلة للمشاهد. بدأ الجدال مع الصور أولى «يكتب مع ضوء»; Nicéphore Niépce, لويس Daguerre, وغيرها من بين المصورين في وقت مبكر جدا واجتمع مع اشادة، ولكن بعض وتساءل عما إذا كان عملهم التقى التعاريف وأغراض الفن.

كلايف بيل في مقاله الكلاسيكي الفن تنص على أن فقط «شكل كبير» يمكن التمييز بين الفن ما هو ليس الفن.
يجب أن يكون هناك بعض نوعية واحدة بدونها لا يمكن أن يوجد عمل فني؛ امتلاك التي، في أقل درجة، لا عمل لا قيمة لها تماما. ما هي هذه الجودة؟ ما هي الجودة التي تتقاسمها جميع الأشياء التي تثير مشاعرنا الجمالية؟ ما هي الجودة المشتركة في Sta. صوفيا والنوافذ في شارتر، والنحت المكسيكي، وعاء الفارسي، والسجاد الصيني، واللوحات الجدارية جيوتو في بادوا، وتحف بوسين، بييرو ديلا فرانشيسكا، وسيزان؟ ويبدو أن إجابة واحدة فقط ممكنة – شكل هام. في كل منها، تمزج الخطوط والألوان بطريقة معينة، وأشكال معينة وعلاقات أشكال معينة، وتثير مشاعرنا الجمالية. 
في 7 فبراير 2007، باعت سوثبيز لندن صورة 2001 99 Cent II Diptychon مقابل مبلغ غير مسبوق قدره 3,346,456 دولار لمزايد مجهول، مما يجعلها الأغلى في ذلك الوقت.
التصوير المفاهيمي يحول مفهوم أو فكرة إلى صورة فوتوغرافية. على الرغم من أن ما يصور في الصور هي كائنات حقيقية ، فإن الموضوع مجردة بحتة.

### التصوير الصحفي
التصوير الصحفي هو شكل خاص من أشكال التصوير (جمع وتحرير وعرض المواد الإخبارية للنشر أو البث) يستخدم الصور من أجل سرد قصة إخبارية. ومن المفهوم الآن أن تشير عادة إلى الصور الثابتة فقط، ولكن في بعض الحالات يشير المصطلح أيضا إلى الفيديو المستخدم في الصحافة الإذاعية. يتميز التصوير الصحفي عن الفروع الأخرى المقربة من التصوير (على سبيل المثال، التصوير الوثائقي، التصوير الوثائقي الاجتماعي، التصوير الضوئي في الشوارع أو تصوير المشاهير)من خلال الامتثال لإطار أخلاقي صارم يتطلب أن يكون العمل صادقًا ومحايدًا في حين يحكي القصة بعبارات صحفية بحتة. المصورون الصحفيون يخلقون صوراً تساهم في وسائل الإعلام، ويساعدون المجتمعات المحلية على التواصل مع بعضهم البعض. يجب أن يكون المصورون الصحفيون على دراية جيدة ومعرفة بالأحداث التي تحدث خارج بابهم مباشرة. أنها تقدم الأخبار في شكل الإبداعية التي ليست فقط بالمعلومات، ولكن أيضا مسلية.

### العلوم والطب الشرعي
انهيار جسر ووتون في عام 1861
وللكاميرا تاريخ طويل ومتميزة كوسيلة لتسجيل الظواهر العلمية من أول استخدام لداغير وف فوكس تالبوت، مثل الأحداث الفلكية (الكسوف على سبيل المثال)، والمخلوقات الصغيرة والنباتات عندما كانت الكاميرا تعلق على العدسة من المجاهر (في التصوير الضوئي) وللصور الكلية للعينات أكبر. كما أثبتت الكاميرا فائدتها في تسجيل مشاهد الجريمة ومشاهد الحوادث، مثل انهيار جسر ووتون في عام 1861. الطرق المستخدمة في تحليل الصور لاستخدامها في القضايا القانونية هي معروفة مجتمعة باسم التصوير الشرعي. صور مسرح الجريمة تؤخذ من ثلاث نقاط نظر وجهات نظر هي نظرة عامة، متوسطة المدى، وعن قرب.
في عام 1845 اخترع فرانسيس رونالدز، المدير الفخري لمرصد كيو، أول كاميرا ناجحة لصنع تسجيلات مستمرة للبارامترات الجوية والجيومغناطيسية. أنتجت آلات مختلفة 12 - أو 24 ساعة آثار التصوير الضوئي من دقيقة بدقيقة الاختلافات من الضغط الجوي، ودرجة الحرارة والرطوبة والكهرباء الجوية، والمكونات الثلاثة للقوات الجيومغناطيسية. تم تزويد الكاميرات إلى العديد من المواصد في جميع أنحاء العالم وبقي بعضها قيد الاستخدام حتى القرن العشرين. طوّر شارلز بروك قليلا فيما بعد أدوات مماثلة لمرصد غرينتش.
يستخدم العلم تكنولوجيا الصور التي تم اشتقاقها من تصميم كاميرا Pin Hole. تتشابه أجهزة X-Ray في التصميم مع كاميرات Pin Hole مع مرشحات عالية الجودة وإشعاع الليزر. أصبح التصوير الضوئي عالميًا في تسجيل الأحداث والبيانات في العلوم والهندسة، وفي مسرح الجريمة أو مشاهد الحوادث. وقد تم تمديد هذه الطريقة كثيرا باستخدام أطوال موجية أخرى، مثل التصوير بالأشعة تحت الحمراء والتصوير بالأشعة فوق البنفسجية، فضلا عن التحليل الطيفي. وقد استخدمت هذه الأساليب لأول مرة في العصر الفيكتوري وتحسنت أكثر من ذلك بكثير منذ ذلك الوقت.
اُكتشف أول ذرة تم تصويرها في عام 2012 من قبل علماء الفيزياء في جامعة غريفيث، أستراليا. استخدموا حقل كهربائي لاصطياد «أيون» من العنصر، Ytterbium. تم تسجيل الصورة على CCD، وهو فيلم فوتوغرافي إلكتروني.

### الحياة البرية التصويرالضوئي
الحياة البرية التصوير ينطوي على التقاط صور لمختلف أشكال الحياة البرية. على عكس أشكال التصوير الأخرى مثل التصوير الضوئي للمنتج أو الطعام ، يتطلب التصوير الناجح للحياة البرية مصورًا لاختيار المكان المناسب والوقت المناسب عندما تكون الحياة البرية محددة موجودة ونشطة. فإنه غالبا ما يتطلب الصبر كبيرة ومهارة كبيرة وقيادة معدات التصوير الضوئي الصحيح.